# Stelkom
Stelkom je elektro in telekomunikacijsko podjetje v Sloveniji, ki je del Skupine ELES. Direktor podjetja je Igor Maher.

## Opis
Lastniška struktura podjetja je naslednja: ELES 56,26 %, Holding Slovenske elektrarne 12,13 %, Elektro Primorska 6,32 %, Elektro Maribor 6,32 %, Elektro Ljubljana 6,32 %, Elektro Celje 6,32 % in Elektro Gorenjska s 6,32 %.
Stelkom je eno izmed treh podjetjih (poleg Slovenskih železnic in DARSov Delkom), ki imajo v lasti večino hrbteničnega optičnega omrežja v Sloveniji. Podjetje primarno oskrbuje elektropodjetja (ELES, Elektro Primorska, Elektro Maribor, Elektro Ljubljana, Elektro Celje in Elektro Gorenjska) kot tudi Slovensko vojsko, policijo, Arnes, Kontrolo zračnega prometa Slovenije in nekatere druge državne ustanove.